# Регенсбургский собор
Регенсбургский собор (нем. Regensburger Dom, Dom St. Peter) — готический собор в Регенсбурге (Бавария), главная церковь Регенсбургской епархии. Собор является очень интересным примером немецкого направления в готике и является главным памятником готической архитектуры в Баварии. Он был начат в 1275 г. и закончен в 1634 г., за исключением башен, которые были закончены в 1869 г. При храме существует хоровая капелла «Regensburger Domspatzen», получившая широкую известность с нач. XX века (под руководством Ф. К. Энгельгарта).

## История
- Приблизительно 700 — церковь первого епископа построена на участке современной приходской церкви Niedermünster (Могила св. Erhard’а);
- приблизительно 739 — создание епархии св. Бонифацием. Он выбрал область Porta Praetoria (Северные Ворота старого римского форта) для резиденции епископа, с тех пор там располагается кафедральный собор;
- конец VIII—IX век — построен каролингский собор;
- начало XI столетия — большое расширение здания на запад, устройство трансепта приблизительно 15 метров высотой, двух башен и атриума;
- 1156/1172 — собор дважды сгорел дотла и был восстановлен;
- 1273 — начало реконструкции на западе после городского пожара (приблизительно 1250), разрушившего старый собор;
- приблизительно 1285/90 — перестройка в стиле высокой готики;
- приблизительно 1320 — возведение трех хоров нового собора, разрушение старого собора (сохранилась лишь одна башня (нем. Eselsturm) на северной стороне — её использовали при строительстве нового здания для подъема строительных материалов);
- 1385—1415 — завершение сложного главного западного входа;
- 1442 — строительство крыши, поддерживаемой по центральному нефу;
- приблизительно 1520 — предварительное окончание строительных работ;
- 1514—1538 — строительство крытой галереи (Kreuzgang);
- 1613—1649 — восстановление собора и барочная реконструкция (купол над пересечением трансепта);
- 1828—1841 — готическая реконструкция по заказу короля Людвика I (например, устранение барочных фресок и разрушение купола, который заменяется на крестовый готический свод (Kreuzrippengewölbe));
- 1859—1869 — завершение постройки башен под руководством архитектора Франца Йозефа фон Денцингера;
- 1870/1872 — завершение собора через 600 лет строительства: отделка фронтона поперечного нефа и башенки на коньке;
- 1923 — основание управляемого государством Dombauhütte для обслуживания и восстановления собора;
- 1984—1985 — строительство подземного епископского склепа и археологическое исследование центрального нефа (освобождение частей бывшего южного крыла аркад атриума предшествующего романского собора);
- 1985—1988 — некоторые изменения в интерьере здания;
- с 1989 — очистка внешнего фасада, удаление загрязнений;
- 2004 — строительство и освящение алтаря Sailerkapelle;
- 2005 — очистка шпилей башен.

## Галерея

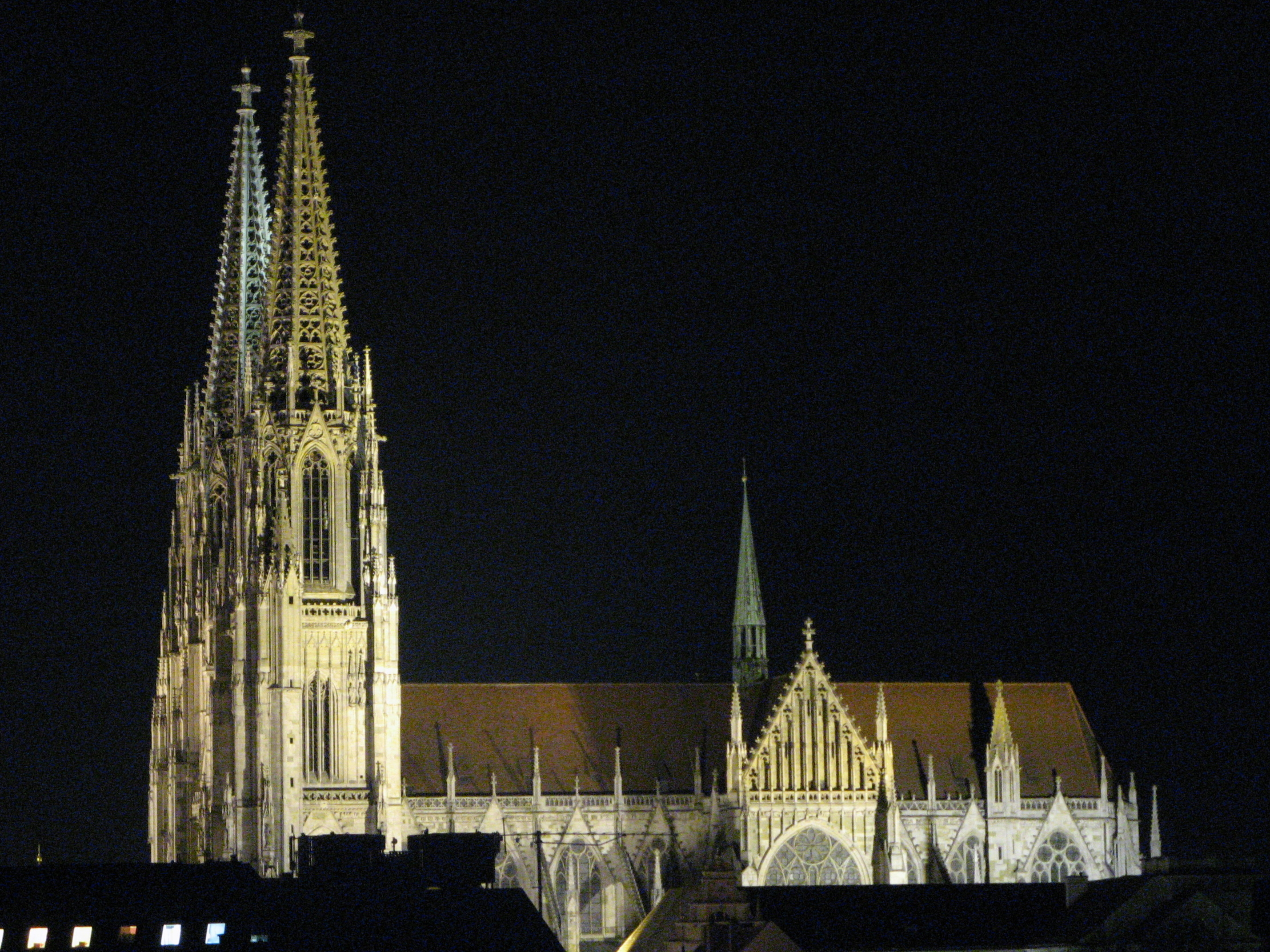
Южная стена собора
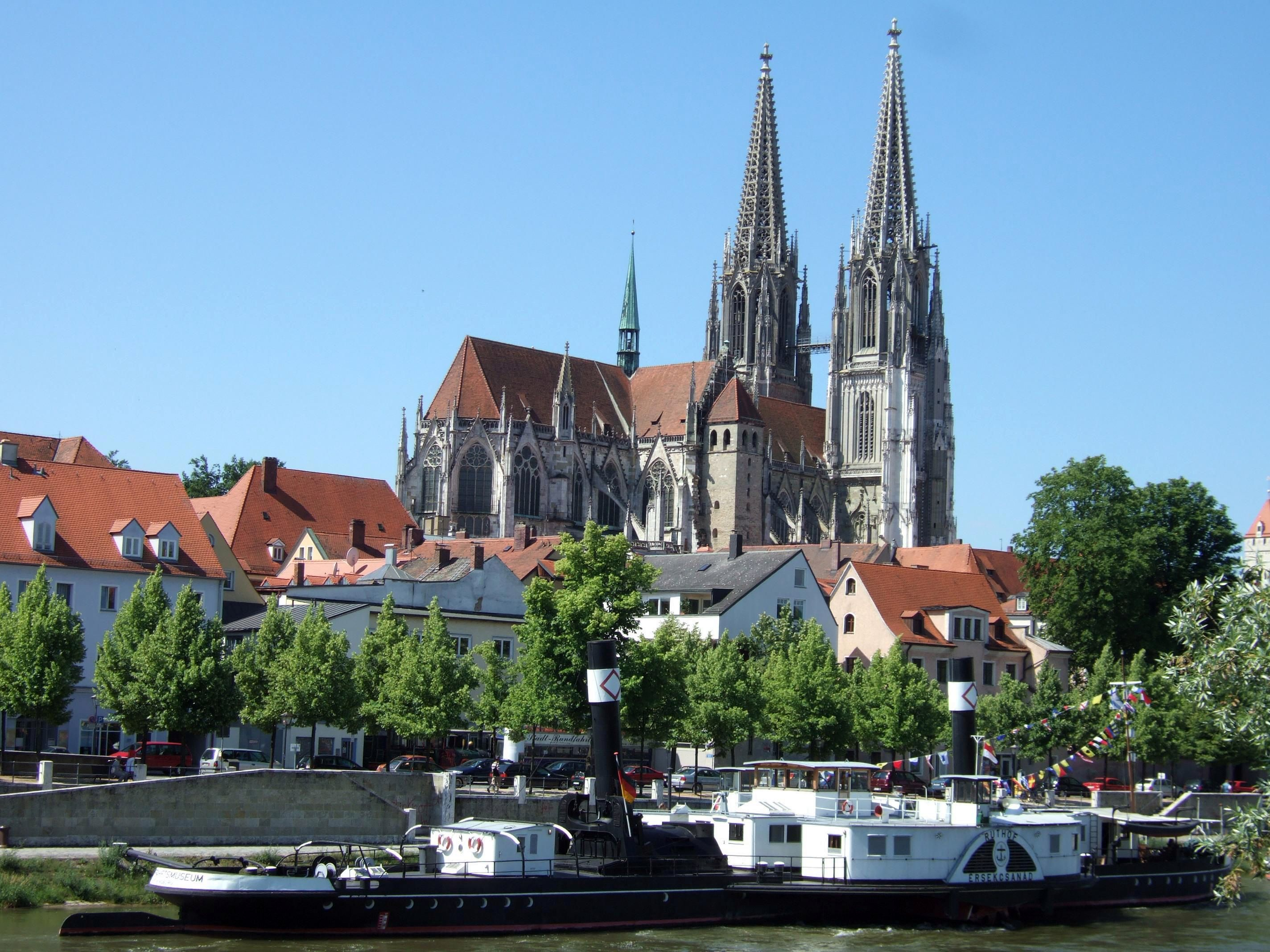
Вид на собор с набережной Дуная
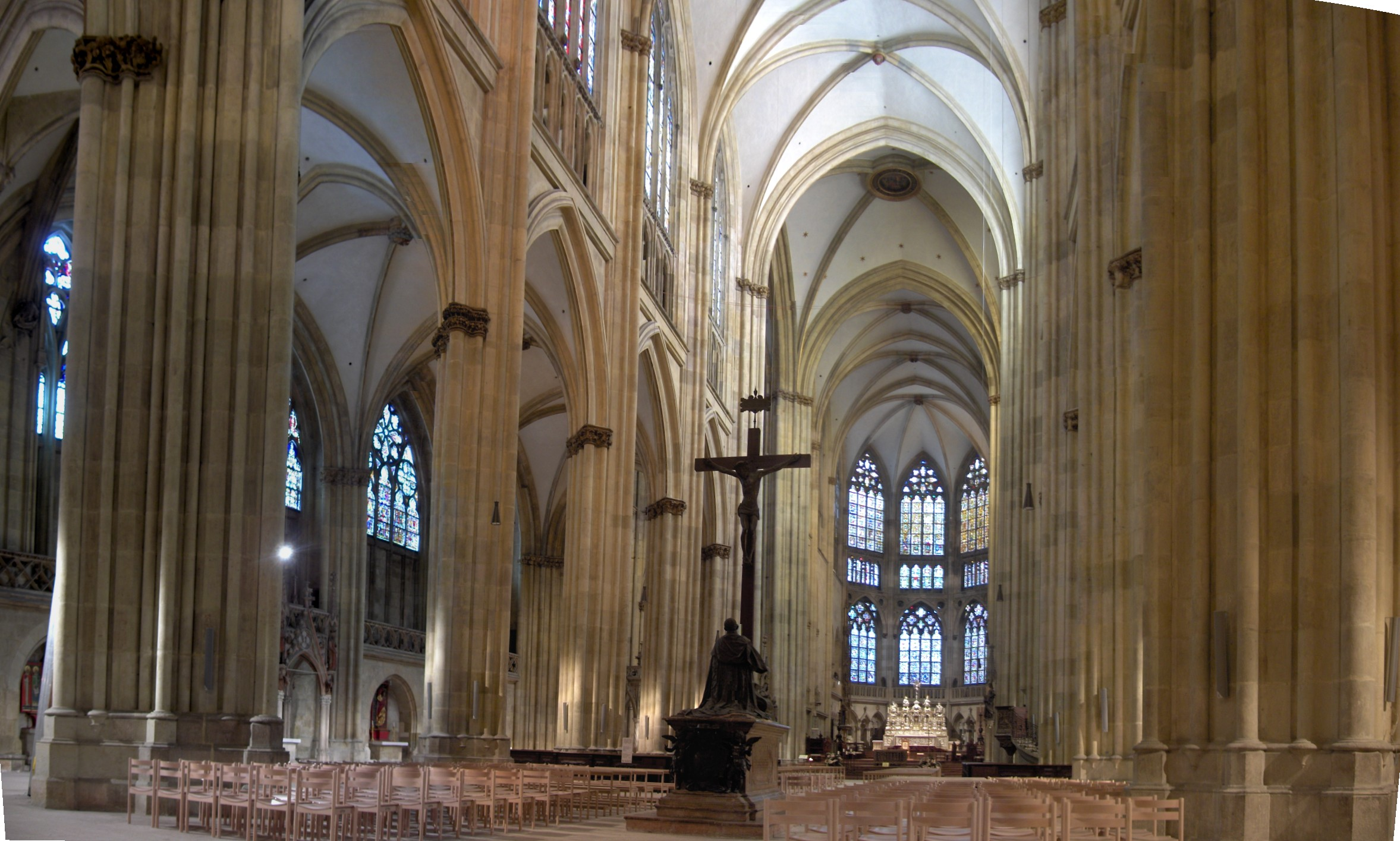
Интерьер собора
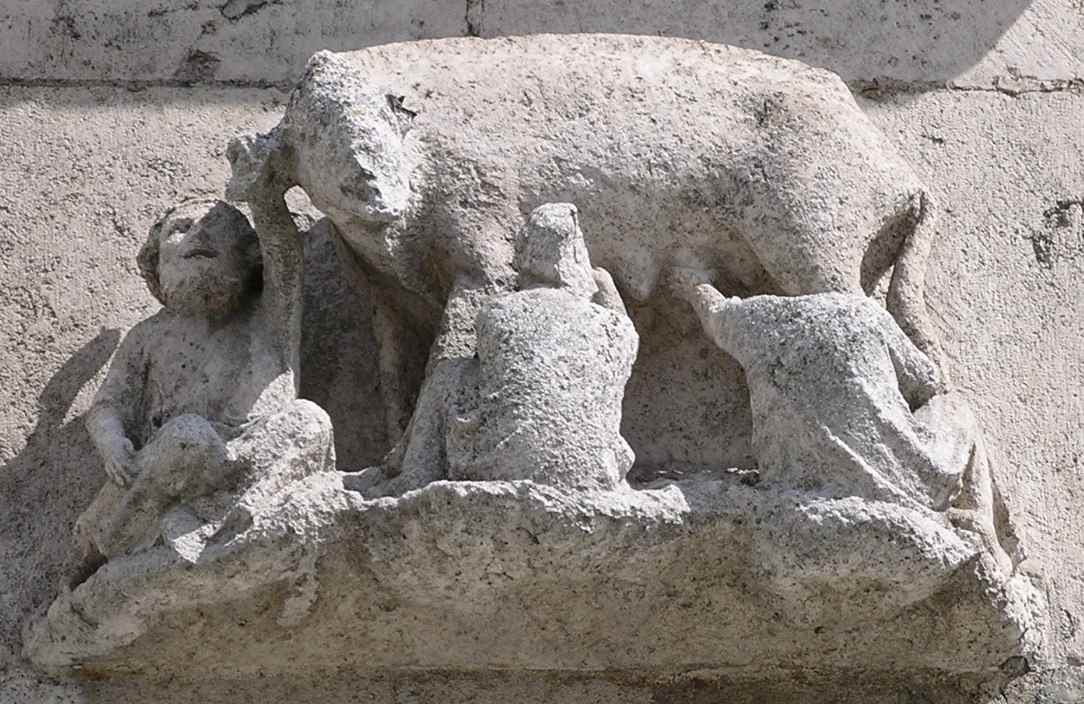
Юдензау. Рельеф на южном фасаде собора, ок. 1330 г.
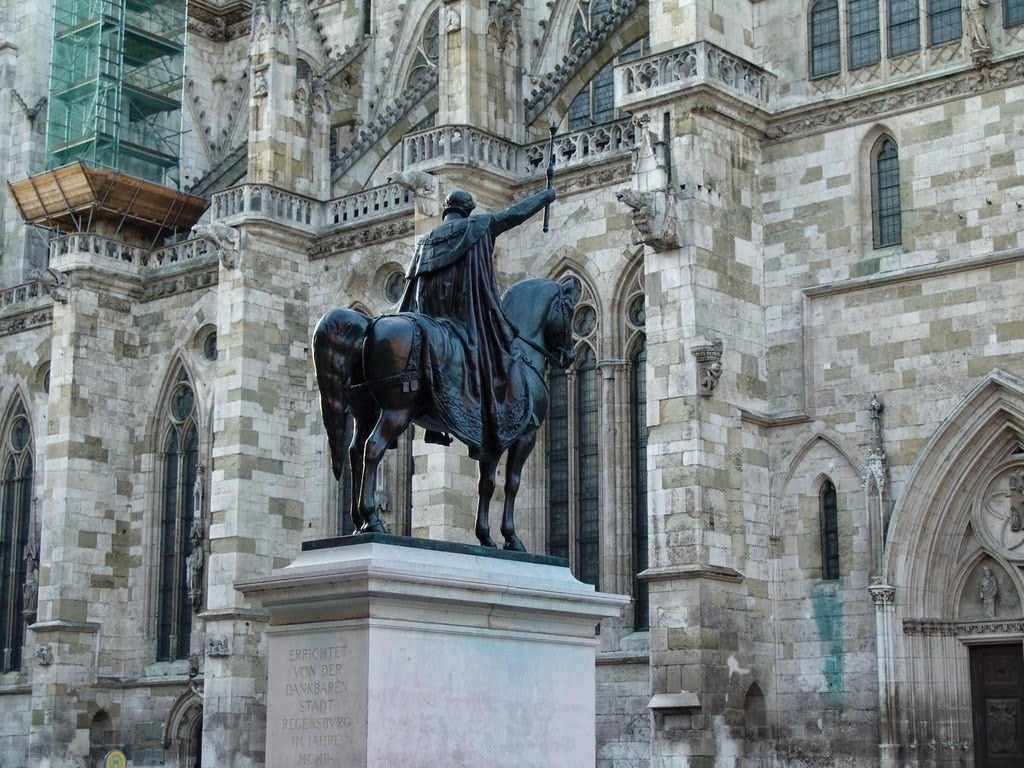
На площади у собора